# Åvaåns sjösystem

Åvaåns sjösystem är ett antal sjöar med gemensamt avrinningsområde inom Tyresta nationalpark. Sjösystemet består av sex skogssjöar som binds samman av Åvaån som mynnar ut i Östersjön i Åvaviken. Även en sjunde sjö, Årsjön, lämnar sitt vatten till sjösystemet via Årsjöbäcken.

## Karta

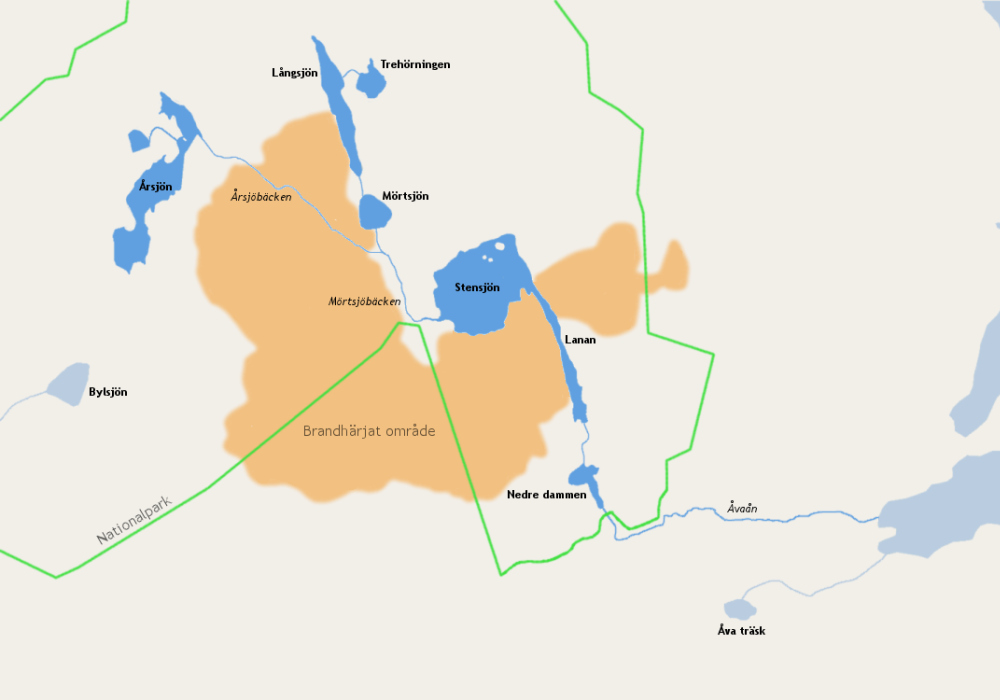
Karta över Åvaåns sjösystem. Sjöar är i fetstil och vattendrag i kursivstil. Område ödelagt av skogsbranden 1999 i brunt.

## Sjöarna i Åvaåns sjösystem
| - Lanan - Långsjön - Mörtsjön - Nedre Dammen | - Stensjön - Trehörningen - Årsjön - Utlopp: Åvaviken i Östersjön |

## Vattendrag i Åvaåns sjösystem
- Mörtsjöbäcken
- Årsjöbäcken
- Åvaån